# Singer Hunter

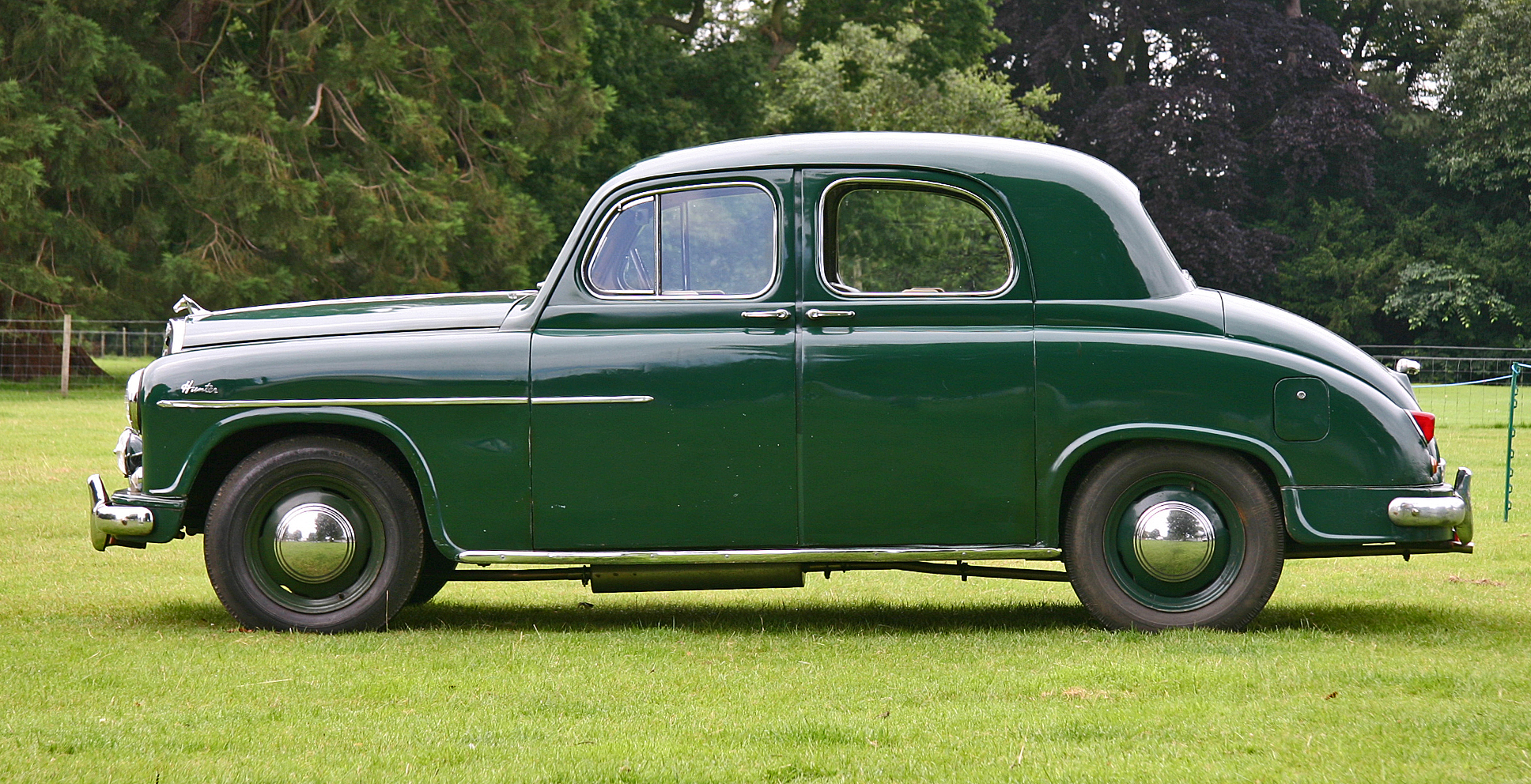
Seitenansicht des Singer Hunter S

Der Singer Hunter ist ein Mittelklassewagen, den Singer von 1954 bis 1956 als Nachfolger des Modells SM 1500 herstellte.
Den Vierzylinder-Reihenmotor mit obenliegender Nockenwelle (OHC) und 1497 cm³ Hubraum übernahm der Hunter von seinem Vorgänger. Er leistete 48 bhp (35 kW) und beschleunigte die Limousine auf 113 km/h.
Auch die Limousinen-Karosserie des Hunter entsprach im Wesentlichen dem Vorgänger. Er hatte allerdings bis 1955 einen anderen Kühlergrill mit einem Pferdekopf als Kühlerfigur und eine Motorhaube aus Fiberglas. Doppelte Hupen und Scheibenwaschanlage gehörten zur Grundausstattung. 1956 erschien der einfacher ausgestattete Hunter S.
Der SM 1500 Roadster wurde noch bis 1956 weitergebaut.
Wie vom SM 1500 gab es auch vom Hunter ab 1955 eine leistungsfähigere Version, den Hunter 75, der mit zwei Vergasern und zwei obenliegenden Nockenwellen (DOHC) 75 bhp (55 kW) leistete. Von diesem leistungsfähigen Modell entstanden nur etwa 20 Stück.
1956, nach der Übernahme durch die Rootes Group, wurde der Hunter nach 4772 Exemplaren durch den Singer Gazelle ersetzt, der ein Derivat des Hillman Minx war. Vom Roadster entstand noch ein Prototyp, der Singer SMX mit modernerer Karosserie. Zu einer Serienfertigung kam es nicht mehr.